# Sainte-Perpétue, Chaudière-Appalaches
Sainte-Perpétue är en kommun i provinsen Québec i Kanada. Den ligger i regionen Chaudière-Appalaches, i den sydöstra delen av landet, 500 km öster om huvudstaden Ottawa.